# Премія «Золота дзиґа» найкращому сценаристові
Премія Золота дзиґа найкращому сценаристові — одна з кінематографічних нагород, яку надає Українська кіноакадемія в рамках Національної кінопремії Золота дзиґа. Її присуджують найкращому авторові сценарію фільму українського виробництва, починаючи з церемонії Першої національної кінопремії 2017 року.
Першими переможцями у цій номінації стали Олена Дем'яненко та Дмитро Томашпольський за сценарій до фільму Моя бабуся Фані Каплан (реж. Олена Дем'яненко). Премію на церемонії Першої національної кінопремії, що відбулася 20 квітня 2017 року вручив переможцю письменник та сценарист, член Української кіноакадемії Андрій Курков.

## Переможці та номінанти
Нижче наведено список лауреатів, які отримали цю премію, а також номінанти. ★ Імена переможців виділені окремим кольором

## 2010-ті
| Церемонії   | Фото лауреата                                     | Сценарист(и)                              | Фільм                    | Режисер(и)       |
| ----------- | ------------------------------------------------- | ----------------------------------------- | ------------------------ | ---------------- |
| 1-ша (2017) |                                                   | ★ Олена Дем'яненко, Дмитро Томашпольський | «Моя бабуся Фані Каплан» | Олена Дем'яненко |
| 1-ша (2017) | • Аркадій Непиталюк                               | «Кров'янка»                               | Аркадій Непиталюк        |                  |
| 1-ша (2017) | • Тарас Ткаченко                                  | «Гніздо горлиці»                          | Тарас Ткаченко           |                  |
| 1-ша (2017) | • Роман Ширман                                    | «Тепер я буду любити тебе»                | Роман Ширман             |                  |
| 2-га (2018) |                                                   | ★ Наталя Ворожбит                         | «Кіборги»                | Ахтем Сеітаблаєв |
| 2-га (2018) | • Валентин Васянович                              | «Рівень чорного»                          | Валентин Васянович       |                  |
| 2-га (2018) | • Сергій Лозниця                                  | «Лагідна»                                 | Сергій Лозниця           |                  |
| 2-га (2018) | • Аркадій Непиталюк, Роман Горбик                 | «Припутні»                                | Аркадій Непиталюк        |                  |
| 3-тя (2019) |                                                   | ★ Сергій Лозниця                          | «Донбас»                 | Сергій Лозниця   |
| 3-тя (2019) | • Павло Ар'є, Володимир Тихий                     | «Брама»                                   | Володимир Тихий          |                  |
| 3-тя (2019) | • Ярослав Лодигін, Сергій Жадан, Наталія Ворожбит | «Дике поле»                               | Ярослав Лодигін          |                  |
| 3-тя (2019) | • Марися Нікітюк                                  | «Коли падають дерева»                     | Марися Нікітюк           |                  |
| 4-та (2020) |                                                   | ★Кальченко Валерія, Лукіч Антоніо         | «Мої думки тихі»         | Антоніо Лукіч    |
| 4-та (2020) | • Нікітюк Марися, Алієв Наріман                   | «Додому»                                  | Алієв Наріман            |                  |
| 4-та (2020) | • Тютюнник Алла, Аверченко Дар'я, Бондарчук Роман | «Вулкан»                                  | Роман Бондарчук          |                  |

## 2020-ті
| Церемонії    | Фото лауреата                          | Сценарист(и)               | Фільм                 | Режисер(и)               |
| ------------ | -------------------------------------- | -------------------------- | --------------------- | ------------------------ |
| 5-та (2021)  |                                        | ★ Наталка Ворожбит         | «Погані дороги»       | Наталія Ворожбит         |
| 5-та (2021)  | • Валентин Васянович                   | «Атлантида»                | Валентин Васянович    |                          |
| 5-та (2021)  | • Михайло Іллєнко                      | «Толока»                   | Михайло Іллєнко       |                          |
| 2022         | Не присуджувалася                      | Не присуджувалася          | Не присуджувалася     | Не присуджувалася        |
| 6-та (2022)* |                                        | ★ Катерина Горностай       | «Стоп-Земля»          | Катерина Горностай       |
| 6-та (2022)* | • Олег Сенцов                          | «Носоріг»                  | Олег Сенцов           |                          |
| 6-та (2022)* | • Дмитро Томашпольський                | «Сторонній»                | Дмитро Томашпольський |                          |
| 7-ма (2023)  |                                        | ★ Дмитро Сухолиткий-Собчук | «Памфір»              | Дмитро Сухолиткий-Собчук |
| 7-ма (2023)  | • Марина Ер Горбач                     | «Клондайк»                 | Марина Ер Горбач      |                          |
| 7-ма (2023)  | • Антоніо Лукіч                        | «Люксембург, Люксембург»   | Антоніо Лукіч         |                          |
| 7-ма (2023)  | • Максим Наконечний, Ірина Цілик       | «Бачення метелика»         | Максим Наконечний     |                          |
| 8-ма (2024)  |                                        | ★Філіп Сотниченко          | «Ля Палісіада»        | Філіп Сотниченко         |
| 8-ма (2024)  | • Аркадій Непиталюк, Людмила Тимошенко | «Уроки толерантності»      | Аркадій Непиталюк     |                          |
| 8-ма (2024)  | • Марися Нікітюк                       | «Я, Ніна»                  | Марися Нікітюк        |                          |
| 8-ма (2024)  | • Олесь Санін                          | «Довбуш»                   | Олесь Санін           |                          |